# Исида, Масако
Масако Исида (яп. 石田 正子; род. 5 ноября 1980, Бихоро) — японская лыжница, двукратная чемпионка зимних Азиатских игр 2011 года, призёр этапов Кубка мира, участница 5 Олимпийских игр (2006, 2010, 2014, 2018, 2022) и 9 чемпионатов мира. Специалистка дистанционных гонок, более сильна в классическом стиле передвижения на лыжах.

## Карьера
В Кубке мира Исида дебютировала в 2001 году, в марте 2009 года первый раз попала на подиум на этапе Кубка мира. Кроме подиума на сегодняшний день имеет на своём счету 7 попадания в десятку лучших на этапах Кубка мира, 3 в личных и 4 в командных гонках. Лучшим достижением Исиды в общем итоговом зачёте Кубка мира является 17-е место в сезоне 2012/13.
На Олимпиаде-2006 в Турине заняла 35-е место в дуатлоне 7,5+7,5 км, 31-е место в гонке на 10 км классикой и 12-е место в эстафете.
На Олимпиаде-2010 в Ванкувере принимала участие в трёх гонках: в дуатлоне 7,5+7,5 км стала 20-й, в масс-старте на 30 км 5-й и в эстафете 8-й.
За свою карьеру принимала участие в девяти подряд чемпионатах мира (2003—2019), лучший результат — 4-е место в командном спринте на чемпионате 2009 года в Либереце. В личных гонках лучший результат — 7-е место в гонке на 10 км свободным стилем в 2015 году.
Использует лыжи и ботинки производства фирмы Salomon Sports.